# Grzegorz (kardynał S. Prisca)
Grzegorz (zmarł prawdopodobnie w 1137) – kardynał w kurii papieża Innocentego II, w okresie tzw. schizmy Anakleta II.
Źródła nie przekazały żadnych informacji o jego pochodzeniu ani życiu przed nominacją kardynalską, do której doszło najpóźniej sobotę kwartalną 1 czerwca 1135. Występuje jako świadek na licznych bullach Innocentego II datowanych między 19 czerwca 1135 a 30 czerwca 1137 z tytułem kardynała prezbitera S. Prisca (w tym na bulli gnieźnieńskiej z 7 lipca 1136). Zmarł prawdopodobnie w roku 1137, a w każdym przed 1140, gdy jego następcą został Rainier.